# Blšany
Blšany (německy Flöhau) jsou malé město v okrese Louny v Ústeckém kraji, asi čtyři kilometry východně od Podbořan. Žije v něm přibližně 1 000 obyvatel.

## Název
Název Blšany (lidově Flöa) je odvozen ze staročeského slova blcha (blecha), používaného nejspíše jako příjmení, ve významu ves lidí Blechových. V historických pramenech se jméno města objevuje ve tvarech: Bilsene (1238), Vlohen (1352), Blssan (1357), in Blssano (1357), Pulices (1352–1369), Pulices alias Blssany (1384–1405), Blssan (1401), „v městečku Blšanech“ (1525), Blssany (1623), Flöhen (1688), Flöhau a Blssany (1787).

## Historie
První písemná zmínka o Blšanech je z roku 1238, kdy byla ves uvedena jako majetek valdsaského kláštera. Jako trhové městečko byly Blšany poprvé zmíněny v privilegiu Karla IV. pro Žatec z roku 1352. Není jisté, zda bylo opevněno. Existenci opevnění nasvědčuje zaoblení půdorysu městského jádra na jihovýchodní straně a některé terénní náznaky v prostoru jihovýchodně od kostela. Případné opevnění zaniklo před zakreslením městečka na mapě prvního vojenského mapování. Do městečka se vstupovalo branami, z nichž je na plánku židovského osídlení z roku 1727 doložena Stachovská brána na východní straně.
Ve čtrnáctém století v městečku stál farní kostel a tvrz, jejímž držitelem byl roku 1357 jakýsi Symek. V letech 1374–1380 Blšany patřily Jindřichovi ze Rvenic a po něm následovala Lucie, vdova po Jindřichovu bratrovi, a její synové Bedřich a Aleš připomínaní v letech 1380 a 1394. Aleš ze Rvenic byl blšanským pánem ještě v roce 1403, ale mezitím roku 1401 z neznámého důvodu vykonával patronátní právo Bořita z Voděrad. Po Alešově smrti (nejspíše roku 1407) městečko získal Vlček z Minic, který zemřel někdy mezi lety 1416 a 1434. Jeho potomci Blšany spravovali v rámci svého líčkovského panství.
Součástí líčkovského panství Blšany zůstaly do roku 1572, kdy je koupil Bohuslav Havel Popel z Lobkovic, který nechal obnovit pustou tvrz. Roku 1590 městečko odkázal manželce Alžbětě, rozené z Kolovrat. Ta je spravovala do své smrti v roce 1597, kdy ho zdědila její sestra Anna Marie. Ta se provdala za Jiřího ze Vchynic a roku 1599 mu polovinu Blšan odkázala. Druhou půlku Jiří ze Vchynic koupil od bratrů své zemřelé manželky. Za účast na českém stavovském povstání v letech 1618–1620 byly Blšany Jiřímu ze Vchynic zkonfiskovány. Podle konfiskačního protokolu bylo městečko se dvěma dvory vypálené a tvrz nedostavěná a zpustlá. Poté městečko patřilo až do roku 1648 k Krakovci. Tehdy je koupila Sylvie Kateřina Černínová z Millesima, po níž jako vlastníci následovali Libštejnští z Kolovrat. Roku 1709 Blšany koupil Heřman Jakub Černín a připojil je ke krásnodvorskému panství.
Roku 1825 došlo k požáru zdejšího kostela.
Jako součást německé jazykové oblasti byly Blšany roku 1938 rozhodnutím Mnichovské dohody odděleny od Československa a staly se obcí v zemi (župě) Sudetenland, vládním obvodu Eger (Cheb) a okrese Podersam (Podbořany). Po skončení druhé světové války bylo zdejší německé obyvatelstvo vesměs odsunuto. Dosídlení se podařilo jen částečně, předválečného počtu obyvatel nebylo ani zdaleka dosaženo.
Správní reformou roku 1960 se Blšany staly součástí okresu Louny v Severočeském kraji. Takto roku 2000 přešly do kraje Ústeckého.

## Přírodní poměry
Blšany se nacházejí na rozhraní Rakovnické pahorkatiny a Mostecké pánve, v nadmořské výšce okolo 280 m. Prochází jimi hlavní silnice I/27 z Plzně do Mostu, která se zde kříží se silnicí II/221 Podbořany–Svojetín.
Blšany jsou centrem chmelařské oblasti. Kromě chmelnic se v okolí nacházejí hluboké rokle a strže, vyhloubené vodní erozí. Nejhlubší strž východně od města se nazývá Žižkův příkop. Městem protéká říčka Blšanka.

## Obyvatelstvo
Při sčítání lidu v roce 1921 zde žilo 936 obyvatel (z toho 439 mužů), z nichž bylo 92 Čechoslováků, 838 Němců (90 %), pět Židů a jeden cizinec. Výrazně převažovala římskokatolická většina, ale sedm lidí patřilo k evangelickým církvím, pět k církvi československé, padesát k církvi izraelské, jeden k jiným nezjišťovaným církvím a dva lidé byli bez vyznání. Podle sčítání lidu z roku 1930 mělo město 980 obyvatel: 144 Čechoslováků, 829 Němců (85 %), pět Židů a dva cizince. I tentokrát se většina hlásila k římskokatolické církvi, ale žilo zde také šest evangelíků, čtyři členové církve československé, 39 židů, jeden člen jiných církví a osmnáct lidí bez vyznání.
Od osmnáctého století v Blšanech existovala židovská obec. V roce 1890 k ní patřilo devadesát osob (8 % obyvatel města). Existence modlitebny je doložena k roku 1724 a snad v roce 1903 ji nahradila novostavba synagogy, zbořené roku 1976.
| Město Blšany                                           | Město Blšany | Město Blšany | Město Blšany | Město Blšany | Město Blšany | Město Blšany | Město Blšany | Město Blšany | Město Blšany | Město Blšany | Město Blšany | Město Blšany | Město Blšany | Město Blšany | Město Blšany |
|                                                        | 1869         | 1880         | 1890         | 1900         | 1910         | 1921         | 1930         | 1950         | 1961         | 1970         | 1980         | 1991         | 2001         | 2011         | 2021         |
| ------------------------------------------------------ | ------------ | ------------ | ------------ | ------------ | ------------ | ------------ | ------------ | ------------ | ------------ | ------------ | ------------ | ------------ | ------------ | ------------ | ------------ |
| Obyvatelé                                              | 3 021        | 3 251        | 3 214        | 3 472        | 3 457        | 3 288        | 3 434        | 1 410        | 1 559        | 1 488        | 1 207        | 969          | 926          | 935          | 929          |
| Místní část Blšany                                     |              |              |              |              |              |              |              |              |              |              |              |              |              |              |              |
| Obyvatelé                                              | 1 020        | 1 121        | 994          | 1 014        | 1 011        | 936          | 980          | 401          | 501          | 492          | 460          | 400          | 389          | 420          | 407          |
| Domy                                                   | 136          | 161          | 168          | 170          | 186          | 193          | 210          | 204          | 147          | 138          | 139          | 151          | 159          | 160          | 160          |
| Data z roku 1961 zahrnují i domy místní části Stachov. |              |              |              |              |              |              |              |              |              |              |              |              |              |              |              |

## Městská správa
S účinností od 1. prosince 2006 byl 10. listopadu 2006 obci vrácen status města.

### Části města
- Blšany
- Liběšovice
- Malá Černoc
- Siřem
- Soběchleby
- Stachov

## Pamětihodnosti
- radnice
- kostel svatého Michaela – farní kostel doložen k roku 1354. Barokní kostel sv. Michaela Archanděla byl vystavěn v letech 1716–17, roku 1762 byla postavena nová věž, v roce 1825 kostel vyhořel a byl obnoven
- výklenková kaplička – ve štítové zdi domu čp. 113
- výklenková kaplička svatého Václava – stojí na rozcestí nad Blšany
- socha svatého Jana Nepomuckého
- barokní fara pocházející z roku 1734
- Již roku 1354 stávala v Blšanech tvrz, snad na ostrově Blšanky a mlýnského náhonu. Po roce 1572 byla renesančně přestavěna Bohuslavem Havlem z Lobkovic. Roku 1623 uvádí se však jako nedostavěná a zpustlá. Později zcela zanikla.

## Fotbal

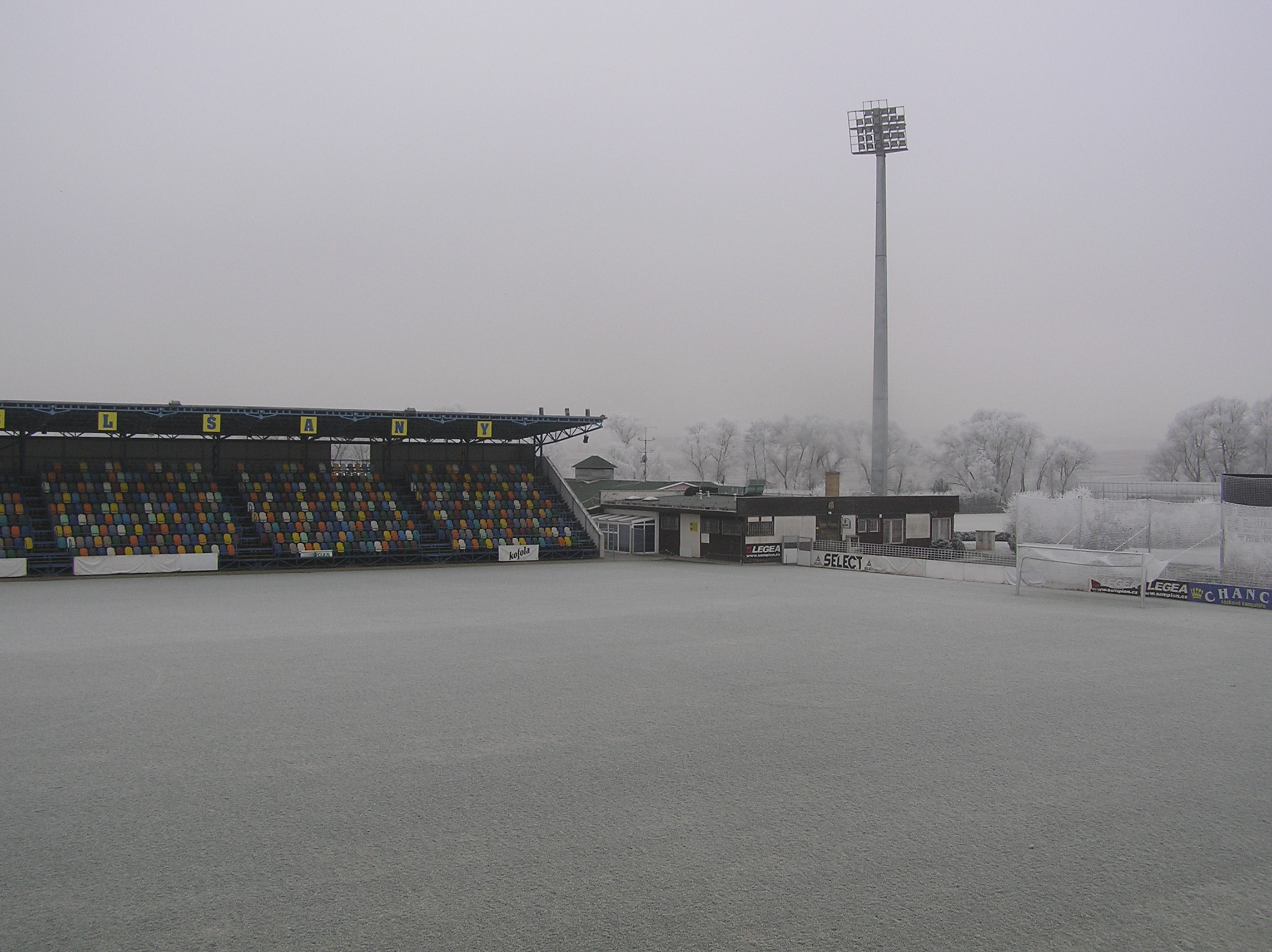
Stadion FK Chmel Blšany

Ve městě sídlil fotbalový klub FK Chmel Blšany, který byl v období 1998–2006 účastníkem nejvyšší české fotbalové soutěže. Blšany drží stále primát nejmenší obce v Česku, které se podařilo mít prvoligový fotbalový klub. Mezi elitu je dotáhl tehdejší majitel klubu František Chvalovský, ve své době též předseda fotbalového svazu. Blšany strávily v lize osm sezón. Nejlepšího umístění v ní dosáhly hned při své ligové premiéře v ročníku 1998/99, kdy skončili šestí, díky čemuž se v Blšanech také hrál Pohár Intertoto. Chmelaři v něm vyřadili běloruský FK Dněpr Mohylev a řecký klub Kalamata FC. V následujícím semifinále je zastavili - paradoxně - až krajané z olomoucké Sigmy. V dalším ročníku si v Blšanech připsali skalp makedonského týmu FK Pobeda Prilep. Asi nejslavnějším evropským klubem, který do Blšan zavítal, byl italský klub Brescia Calcio. Blšanští s ním sehráli v semifinále soutěže dvě vyrovnaná utkání (1:2, 2:2). Během této slavné éry dres Blšan oblékla řada známých fotbalistů, k největším hvězdám mezi nimi patřil brankář Petr Čech, budoucí vítěz Ligy mistrů a rekordman v počtu startů za český národní tým. Nebyl však jediným reprezentantem v Blšanech, k dalším patřili Günter Bittengel, Patrik Gedeon, Jan Šimák, Petr Vrabec, Štěpán Vachoušek, Jan Velkoborský, Jiří Němec, Daniel Pudil nebo Daniel Kolář. K dalším důležitým hráčům patřili Libor Došek, Roman Hogen, Aleš Chvalovský, Josef Němec či Luděk Zelenka. Na trenérské lavičce seděli i reprezentační trenéři Miroslav Beránek a Michal Bílek. Ještě v předprvoligovém období nastupoval za Blšany reprezentační gólman Petr Kostelník, v poligové éře blšanský dres navlékl i legendární střelec Horst Siegl, který si klub vzal za vlastní a dělal mnoho pro jeho záchranu. To byl však příliš těžký úkol, vzhledem k velkému zadlužení. Od sestupu v roce 2006 se Chmel postupně propadal do nižších soutěží, od sezóny 2012/2013 hrál v Přeboru Ústeckého kraje. V roce 2016 již nabraly problémy klubu spektakulárních rozměrů, když například prohrál 24:0 v Modré, načež vyšlo najevo, že na poslední chvíli hledal hráče doslova na ulici. Na začátku sezóny 2016/17 byl po dvou kontumacích ze soutěže vyřazen. Poté zcela zanikl.
V roce 2005 byly u stadiónu, jehož kapacita 2300 diváků více než dvojnásobně přesahuje počet obyvatel Blšan, vybudovány vysoké stožáry umělého osvětlení, které se staly zdaleka viditelnou dominantou obce. Rozsáhlý areál na západě intravilánu obce zahrnuje celkem šest fotbalových hřišť.

## Osobnosti
- Jan Nepomuk Grün (1751–1816) v letech 1804–1816 opat strahovského kláštera, 1812 rektor Univerzity Karlovy
- Jan z Valeru, také Johann von Waller (1811–1880), profesor lékařské fakulty UK v Praze
- Franz Kafka (1883–1924), spisovatel, pobýval v místní části Siřem
- František Chvalovský (*1954), podnikatel a fotbalový funkcionář